# 德意志帝国对智利共和国的影响
德國的人物、文化、科學和製度都對智利產生了很大影響。1818年智利獨立後，德國的影響力逐漸增強，德意志帝國在19世紀下半葉有效地取代了法國，成為智利的主要榜樣。
世紀之交德國強烈的影響也面臨一些批評，例如愛德華多·德·拉巴拉（Eduardo de la Barra）輕蔑地寫下“德國的蠱惑”。對於這個批評，德·拉巴拉本人被批評家稱為“羅馬化的人”。德国的影響力在第一次世界大戰前的幾十年達到頂峰，战后德國和德國的产品在智利的威望在戰後仍然很高，但沒有恢復到戰前的水平。总体而言，智利軍隊和教育學院等機構深受德國影響，其影响延续至今。